# Copa del Generalísimo de baloncesto 1970
La Copa del Generalísimo de baloncesto 1970 fue la número 34.º, donde su final se disputó en el Palacio de Deportes de León de León el 23 de abril de 1970.

## Octavos de final
Los partidos de ida se jugaron el 22 de marzo y los de vuelta el 25 y 29 de marzo.
| Equipo 1             | Agr.    | Equipo 2          | Ida   | Vuelta |
| -------------------- | ------- | ----------------- | ----- | ------ |
| SD Kas               | Exento  |                   |       |        |
| Real Madrid CF       | Exento  |                   |       |        |
| Picadero JC          | Exento  |                   |       |        |
| Juventud de Badalona | Exento  |                   |       |        |
| CD Mataró            | 152–135 | CB Manresa        | 99–69 | 53–66  |
| CB Breogán           | 117–174 | CB Estudiantes    | 69–81 | 48–93  |
| Lanas Aragón         | 155–149 | CP San José Irpen | 83–68 | 72–81  |
| CF Barcelona         | 162–111 | Real Canoe        | 96–50 | 66–61  |

## Cuartos de final
Los partidos de ida se jugaron el 5 de abril y los de vuelta el 12 de abril.
| Equipo 1       | Agr.    | Equipo 2             | Ida   | Vuelta |
| -------------- | ------- | -------------------- | ----- | ------ |
| CD Mataró      | 153–173 | SD Kas               | 78–83 | 75–90  |
| CB Estudiantes | 160–176 | Real Madrid CF       | 78–86 | 82–90  |
| Lanas Aragón   | 140–209 | Picadero JC          | 75–75 | 65–134 |
| CF Barcelona   | 138–176 | Juventud de Badalona | 82–77 | 56–99  |

## Semifinales
Los partidos de ida se jugaron el 16 de abril y los de vuelta el 19 de abril.
| Equipo 1       | Agr.    | Equipo 2             | Ida    | Vuelta |
| -------------- | ------- | -------------------- | ------ | ------ |
| Real Madrid CF | 170–127 | SD Kas               | 85–60  | 85–67  |
| Picadero JC    | 174–182 | Juventud de Badalona | 100–91 | 74–91  |

## Final
| 23 de abril de 1970, 19:00 | Real Madrid CF                     | 102–90                             | Juventud de Badalona               | |  |
| 19:00 GTM+1                | Marcador por tiempos: 47–40, 55–50 | Marcador por tiempos: 47–40, 55–50 | Marcador por tiempos: 47–40, 55–50 | |  |
|                            | Estadísticas Clifford Luyk 26      | Pts                                | Estadísticas Nino Buscató 25       | Pabellón: Palacio de Deportes de León, León Asistencia: 4.000 espectadores Árbitros: José Mariné Francisco Santolaria |  |

| Campeón de la Copa del Generalísimo 1970 |
| ---------------------------------------- |
| Real Madrid CF 12.º título               |